# Jesús Castillo (compositor)
Jesús Castillo   (San Juan Ostuncalco, 9 de setembre de 1877 - departament de Retalhuleu, 23 d'abril de 1946) fou un compositor i musicòleg guatemalenc.

## Biografia
Jesús Castillo es va formar a Guatemala amb els mestres pianistes Miguel Espinoza i Rafael Guzmán. Des ben aviat va mostrar un interès especial en la música indígena de Guatemala, algunes de les característiques va incorporar a les seves pròpies peces. El seu Obertura indígena No.1 (1897) és la primera obra de la seva època d'estudiant que va basar en motius musicals autòctons. Mentre estudiava amb Rafael Guzmán, Castillo va compondre una segona obertura d'aquesta naturalesa, beneficiant-se de l'assessoria del seu mestre. Conclosa la seva formació, es va dedicar al magisteri musical a Quezaltenango, activitat que mantindria fins a 1929, i on entre els seus alumnes tindria a Carlos Jiménez-Mabarak. Alhora, va recopilar música dels indígenes en diverses regions de Guatemala. Entre les seves obres originals basades en la música autòctona sobresurt l'òpera Quiché Vinak (1917-1925), que va ser estrenada el 1924 al Teatre abril de la Ciutat de Guatemala. Fruit de les seves investigacions etno-fonísticas és també el llibre titulat la música Maya-Quiché, Regió de Guatemala.
Com a compositor, Jesús Castillo va iniciar la postura de la valoració de la música autòctona, mostrant el camí a diverses generacions de compositors al seu país. Algunes de les seves obres van ser publicades per la Unió Panamericana de Washington, DC Moltes de les seves peces per a piano van ser adoptades per les grans marimbes de Quetzaltenango, i s'escolten sovint fins entrat el nou mil·lenni.

## Obra
Les seves obres per a piano abasten al voltant de 25 composicions, incloent col·leccions de peces i obres de diversos moviments.
Obres pianístiques
- Danza del Ocaso
- Procesión Hierática
- Minuet Maya
- Cinco Oberturas Indígenas
- ertura en Sol
- ertura El Quetzal
- cún Umán, poema sinfónico
- atemala, poema sinfónico
- rtizanic, poema sinfónico
- eludio Melodramático
- Oda a la Liberación de Guatemala
- Las telas mágicas

Obras escénicas
- Quiché Vinak, ópera (1917-1925)
- Nicté, ópera (inconclusa a la mort del compositor el 1946)
- Guatemala, ballet
- Rabinal Achí, ballet